# Henri Decoin

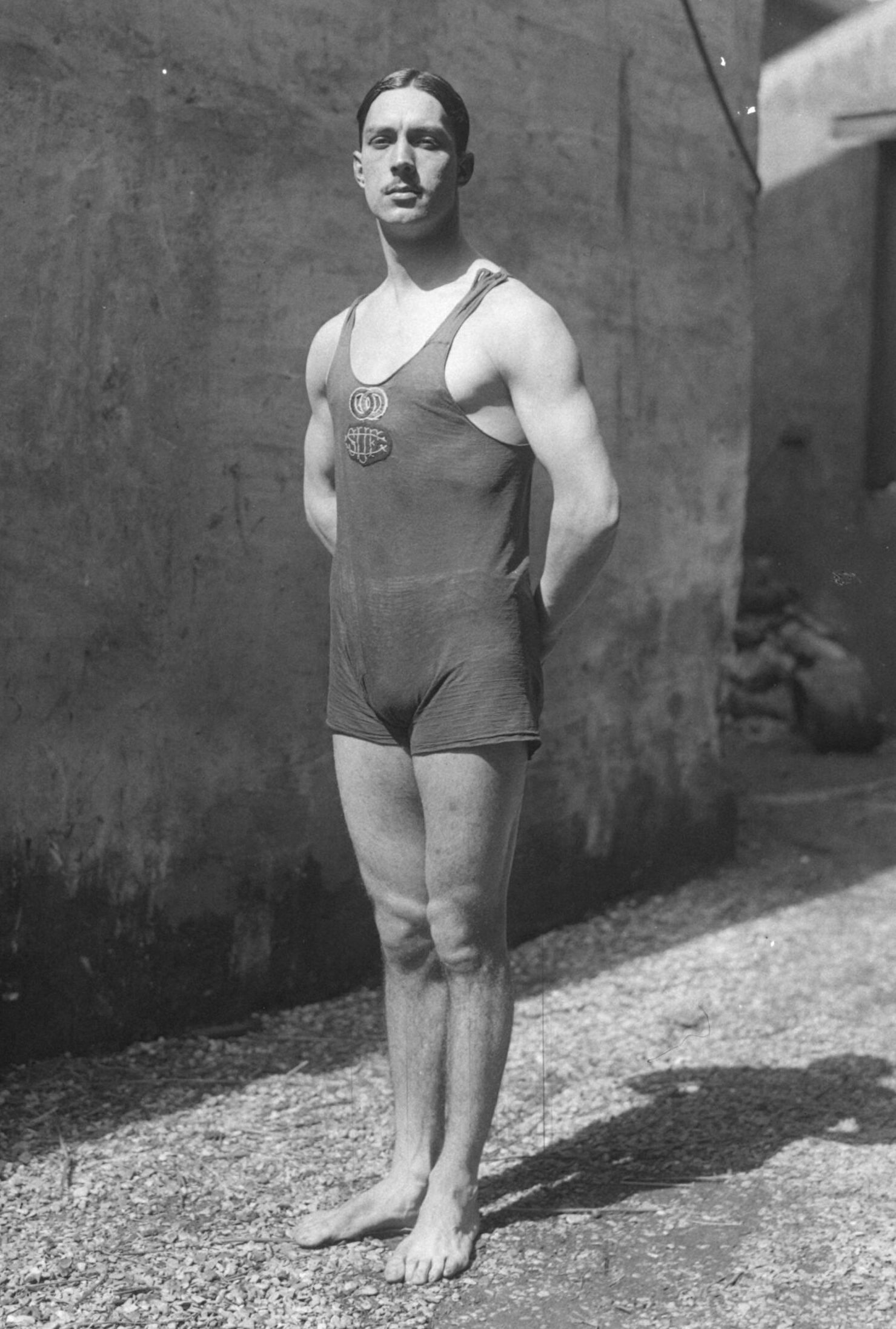
Henri Decoin, nadador en 1913

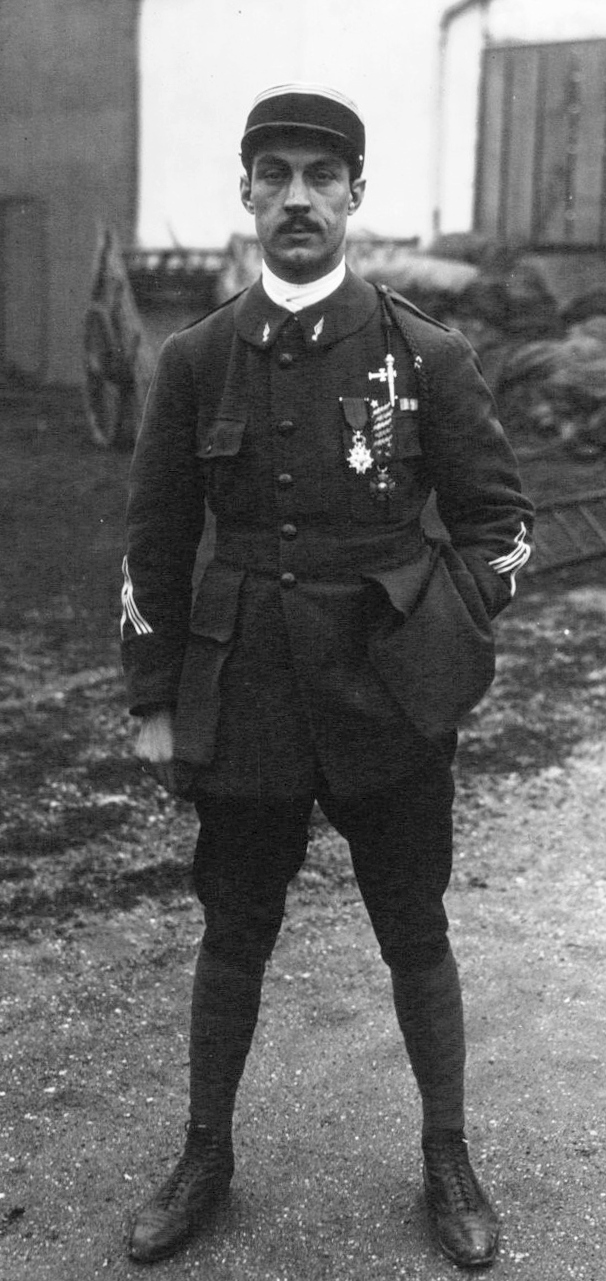
Henri Decoin com a soldat, 1919

Henri Decoin (París, 18 de març de 1890 – 4 de juliol de 1969) va ser un guionista i director de cine francès, que va dirigir més de 50 pel·lícules entre 1933 i 1964. També havia estat nedador i va guanyar el títol nacional el 1911 i va ocupar el rècord nacional en 500 m lliures. Va competir en els 400 m lliures als Jocs Olímpics d'Estiu de 1908 i en el torneig de waterpolo als Jocs Olímpics d'Estiu de 1912.

## Biografia
Durant la Primera Guerra Mundial Decoin va lluitar com a pilot. Després va treballar com a periodista esportiu a L'Auto, L'Intransigeant i Paris-Soir. En 1926 va publicar el seu primer llibre, influït pel dadaisme, l'experimental i guanyador de premi Quinze Combats, en què un boxejador veu una partida de boxa subjectivament, i el 1933 va dirigir la seva primera pel·lícula, Les requins du pétrole.
Era conegut per abordar molts gèneres; amb adaptacions de Georges Simenon com Les Inconnus dans la maison (1942) - amb Raimu en un dels seus famosos papers, i La Vérité sur Bébé Donge (1952), pel·lícules històriques com L'Affaire des poisons (1955), i La Masque de fer (1962), pel·lícules d'espionatge com la Chatte (1958), policíaques com Razzia sur la chnouf (1955) i Le Feu aux poudres (1957), drames psicològics com Le Domino vert (1935) (on va veure per primer cop la seva esposa, Danielle Darrieux), i Les amoureux sont seuls au monde (1948) i fins i tot una estranya pel·lícula de cinema negre com Entre onze heures et minuit (1949). Va treballar amb estrelles del cinema francès com Jean Marais, Louis Jouvet, Juliette Gréco, Lino Ventura, Corinne Calvet, Anouk Aimée, Jeanne Moreau i Jean Gabin.
Va dirigir Darrieux en diverses pel·lícules, i la va acompanyar a Hollywood el 1938 mentre firmava un contracte amb Universal Pictures. Va aprofitar per observar com es feien les pel·lícules a Hollywood i va tornar a França amb aquestes tècniques apreses. Decoin va ser un dels directors més prolífics de la seva època.

## Vida personal
Decoin es va casar quatre vegades. El seu segon matrimoni fou amb l'actriu i cantant Danielle Darrieux. Va tenir dos fills, Jacques Decoin (1928–1998) i Didier Decoin (n. 1945), també un destacat guionista.

## Filmografia
- 1931: À bas les hommes (curtmetratge)
- 1933: Les Requins du pétrole
- 1933: Toboggan
- 1933: Les Bleus du ciel
- 1935: J'aime toutes les femmes
- 1935: Le Domino vert
- 1937: Abus de confiance
- 1937: Mademoiselle ma mère
- 1938: Retour à l'aube
- 1939: Battement de cœur
- 1941: Premier Rendez-vous
- 1942: Les Inconnus dans la maison
- 1942: Mariage d'amour
- 1942: Le Bienfaiteur
- 1943: L'Homme de Londres
- 1943: Je suis avec toi
- 1946: La Fille du diable
- 1947: Non coupable
- 1947: Les Amants du pont Saint-Jean
- 1947: Les amoureux sont seuls au monde
- 1948: Entre onze heures et minuit
- 1949: Au grand balcon
- 1950: Trois Télégrammes
- 1951: Avalanche
- 1951: Clara de Montargis
- 1951: La Vérité sur Bébé Donge
- 1952: Le Désir et L'Amour
- 1952: Les Amants de Tolède
- 1953: Secrets d'alcôve (segment)
- 1953: Dortoir des grandes
- 1954: Bonnes à tuer
- 1954: Les Intrigantes
- 1955: Razzia sur la chnouf
- 1955: L'Affaire des poisons
- 1957: Folies-Bergère
- 1957: Le feu aux poudres
- 1957: Tous peuvent me tuer
- 1957: Charmants Garçons
- 1958: La Chatte
- 1958: Pourquoi viens-tu si tard ?
- 1959: La Chatte sort ses griffes
- 1959: Nathalie, agent secret
- 1961: Tendre et Violente Élisabeth
- 1961: Maléfices
- 1961: La Française et l'Amour (segment)
- 1961: Le Pavé de Paris
- 1962: Le Masque de fer
- 1963: Casablanca nid d'espions
- 1963: Les Parias de la gloire
- 1964: Nick Carter va tout casser

## Autor dramàtic
- 1932: Hector, théâtre de l'Apollo
- 1937: Jeux dangereux, escenografia Alfred Pasquali, théâtre de la Madeleine
- 1936: Normandie, escenografia Alfred Pasquali, théâtre des Bouffes-Parisiens
- 1952: Oublions le passé